# Arisa Trew
Arisa Trew   (Cairns, 12 de maig de 2010) és una patinadora de monopatí australiana i campiona olímpica amb catorze anys després de guanyar la medalla d'or a la prova de parc dels Jocs Olímpics d'Estiu de 2024, a París.

## Trajectòria
Trew va néixer a Cairns. La seva mare, Aiko, és japonesa i el seu pare, Simon, és gal·lès. Als dos anys es va traslladar amb la seva família a la Gold Coast, on va créixer i va començar a patinar als set anys.
El 23 de juny de 2023, durant la prova de Vert Alert, celebrada a Salt Lake City, Trew —amb tretze anys— es va convertir en la primera dona a executar amb èxit un truc de 720 graus en una competició, en completar dues rotacions completes a l'aire. Aquest truc es va fer popular pel patinador estatunidenc Tony Hawk, que el va realitzar per primera vegada el 1985.
L'abril de 2024 Trew va rebre el Premi Laureus de l'Esport al millor esportista d'acció. El 29 de maig de 2024 es va convertir en la primera dona patinadora a aterrar un 900º aeri, que va fer en un migtub. El 6 d'agost de 2024 va guanyar la medalla d'or en la competició de monopatí de carrer a París 2024, en la modalitat de parc.